# Jacques-Victor Henry Christophe
Jacques-Victor Henry Christophe (Primo impero di Haiti, 3 marzo 1804 – Palazzo di Sans-Souci, 18 ottobre 1820) è stato un nobile haitiano, principe ereditario di Haiti dal 1811 al 1820 e re di Haiti dall'8 ottobre 1820 fino alla sua morte con il nome di Enrico II.

## Biografia
Era il figlio più giovane di Henri Christophe, allora generale dell'esercito haitiano, e di sua moglie Marie-Louise Coidavid. Suo padre divenne presidente dello Stato di Haiti nel 1807 e il 28 marzo 1811 fu proclamato re di Haiti. Il Principe Reale aveva due fratelli maggiori che morirono entrambi prima della proclamazione del regno, quindi divenne l'erede apparente con il titolo di Principe Reale di Haiti ed il trattamento di Altezza reale.
Dopo la morte di suo padre l'8 ottobre 1820, il principe reale gli successe come re, ma il paese era in rivolta e non venne mai proclamato tale ufficialmente. Dieci giorni dopo, fu assassinato dai rivoluzionari nel Palazzo Sans-Souci.